# Ачка
Ачка — село в Сергачском районе Нижегородской области россии. В 2004 — 2022 годах являлось административным центром Ачкинского сельсовета (до его упразднения).

## География
Село находится в юго-восточной части области, в зоне хвойно-широколиственных лесов, при автодороге 22Н-0092, на расстоянии приблизительно 4 километров (по прямой) к западу от окраины города Сергача, административного центра района.

### Климат
Климат характеризуется как умеренно континентальный, с коротким тёплым летом и холодной снежной зимой. Среднегодовая температура — 3,6 °C. Средняя температура воздуха самого тёплого месяца (июля) — 20 — 22 °C; самого холодного (января) — −11,5 °C. Среднегодовое количество атмосферных осадков составляет 450—500 мм, из которых большая часть выпадает в тёплый период<ref name="стп">Генеральный план муниципального образования городское поселение г. Сергач Сергачского муниципального района Нижегородской области. Том 2. Федеральная государственная информационная система территориального планирования (ФГИС ТП). Дата обращения: 14 июня 2021. Архивировано 14 июня 2021 года.
Расстояние до ближайших населённых пунктов:
г. Сергач ~ 10 км
г. Нижний Новгород ~ 160 км

### Уличная сеть
Улицы: В. Макарова, Гагарина, Зелёная, Ленина, Новая Линия, Свердлова; Школьный переулок.

## Население
| 2002 | 2010 |
| ---- | ---- |
| 585  | ↘475 |

## Инфраструктура
Личное подсобное хозяйство с зоной сельскохозяйственного использования, индивидуальная застройка усадебного типа. Есть кирпичные двухэтажные строения.
Основа экономики — сельское хозяйство.
Сельский дом культуры. Ачкинская начальная общеобразовательная школа.

## Достопримечательности
Церковь Вознесения Господня.
Стела Колхоз Победа при въезде в село.

## Транспорт
Остановки общественного транспорта «Поворот на Ачку», «Ачка». 

## Фотогалерея

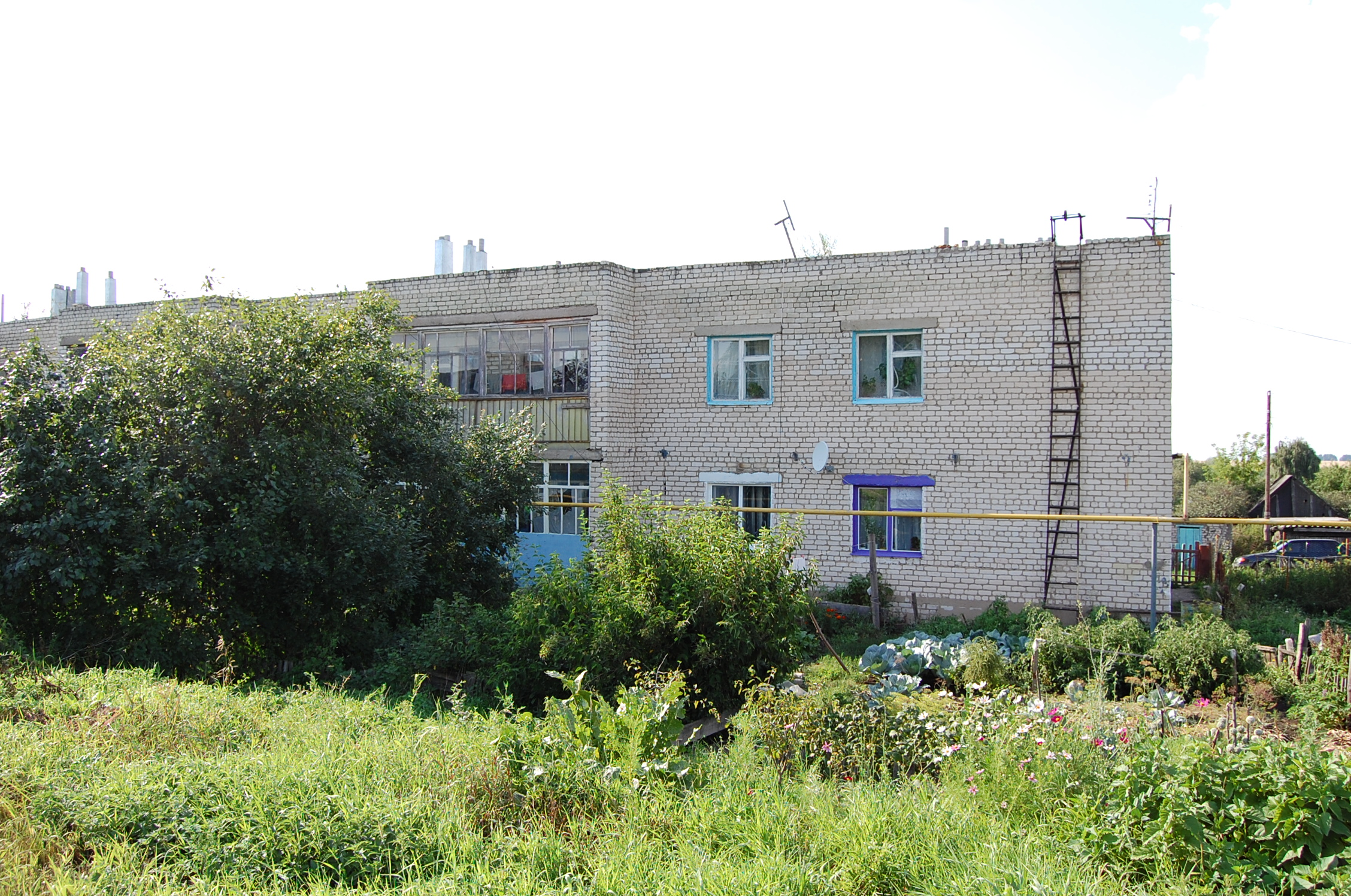
Многоквартирный дом по улице В.Макарова села Ачка, 2009 год
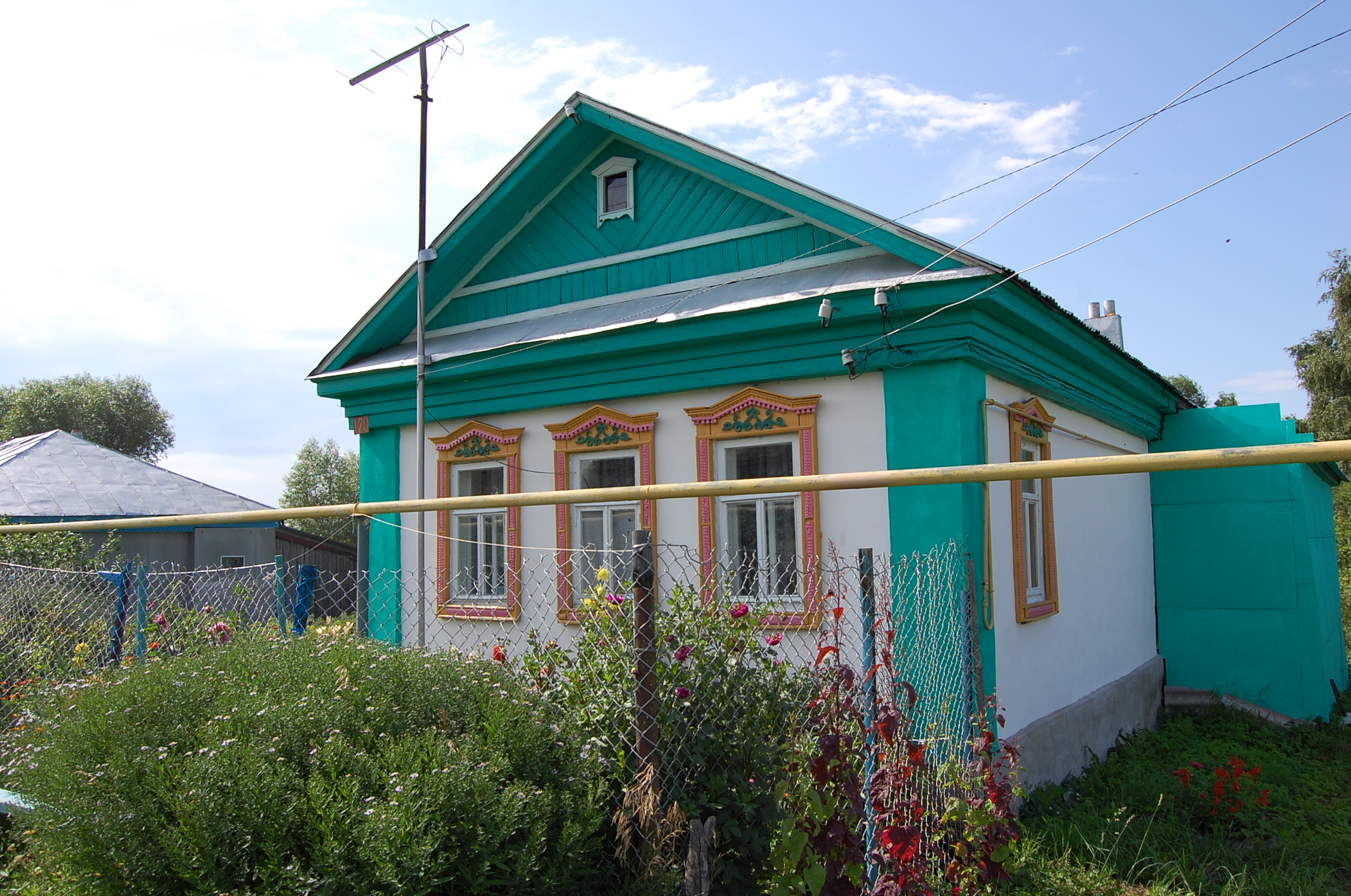
Дом по улице Ленина села Ачка, 2009 год
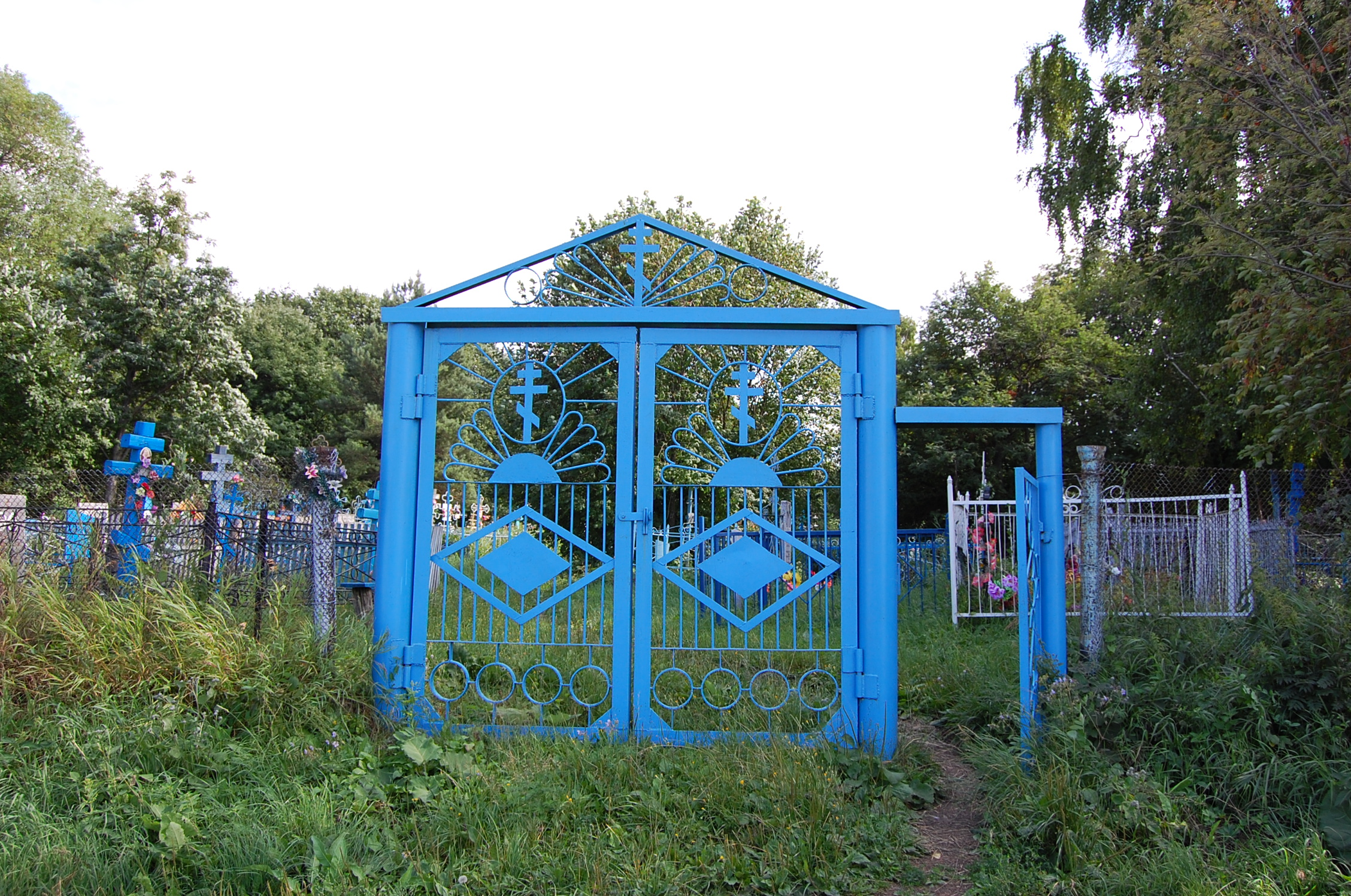
Кладбище села Ачка, 2009 год